# Campamento Nayarit
Campamento Nayarit är en ort i Mexiko.   Den ligger i kommunen San Blas och delstaten Nayarit, i den sydvästra delen av landet, 800 km väster om huvudstaden Mexico City. Campamento Nayarit ligger 7 meter över havet och antalet invånare är 108. Den ligger på ön Isla María Madre.
Terrängen runt Campamento Nayarit är huvudsakligen kuperad, men åt sydost är den platt. Havet är nära Campamento Nayarit åt nordost.  Närmaste större samhälle är Campamento Morelos, 6,0 km söder om Campamento Nayarit. 